# Petra Drexler
Petra Drexler (* 16. Dezember 1976 in Erlabrunn) ist eine deutsche Diplomatin. Sie ist seit April 2023 Botschafterin der Bundesrepublik Deutschland in Nordmazedonien.

## Leben
Petra Drexler legte ihr Abitur 1995 am Bertolt-Brecht-Gymnasium in Schwarzenberg/Erzgeb. ab und studierte anschließend Islamwissenschaft, Religionswissenschaft und Ethnologie an der Universität Bayreuth.

## Laufbahn
Drexler trat 2002 in den Auswärtigen Dienst ein und arbeitete zunächst als Referentin für Kultur und Politik an der Botschaft der Bundesrepublik Deutschland in Tiflis, Georgien. Von 2004 bis 2005 absolvierte sie den Vorbereitungsdienst für den höheren Dienst des Auswärtigen Amts und fungierte danach als Referentin für Dialog mit der islamischen Welt in der Kulturabteilung des Auswärtiges Amts in Berlin.
Es folgten Auslandseinsätze als Referentin für Politik und Presse an der deutschen Botschaft in Syrien (2007–2010), als Stellvertretende Leiterin der Ständigen Vertretung der Bundesrepublik Deutschland bei der Abrüstungskonferenz in Genf (2010–2012) und als Politische Beraterin am deutschen Generalkonsulat in Istanbul (2012–2013).
Von 2013 bis 2023 arbeitete Drexler im Auswärtigen Amt in Berlin als Referentin Syrien/Libanon (2013–2015), als Stellvertretende Referatsleiterin Kultur- und Medienbeziehungen Nordafrika/Nahost (2015–2019) sowie als Referatsleiterin für das Goethe-Institut, das Institut für Auslandsbeziehungen (ifa) und andere Mittlerorganisationen der Auswärtigen Kulturpolitik.
Im April 2023 wurde sie als deutsche Botschafterin in Nordmazedonien akkreditiert.